# Ponte San Nicolò
Ponte San Nicolò est une commune italienne de la province de Padoue, dans la région Vénétie.

## Administration
| Période                                  | Période | Identité | Étiquette | Qualité |
| ---------------------------------------- | ------- | -------- | --------- | ------- |
|                                          |         |          |           |         |
| Les données manquantes sont à compléter. |         |          |           |         |

### Hameaux
Roncaglia, Roncajette, Rio.

### Communes limitrophes
Albignasego, Casalserugo, Legnaro, Padoue, Polverara.

## Jumelages
- Crest (Drôme)